# Nebulosa Rettangolo Rosso
La Nebulosa Rettangolo Rosso, così chiamata per la sua particolare forma e per il suo colore rossastro, è una nebulosa protoplanetaria nella costellazione dell'Unicorno, a 2.300 anni luce di distanza dalla Terra. Conosciuta anche col nome HD 44179, questa nebulosa venne scoperta nel 1973 durante il lancio di un missile Hi Star relativo al progetto chiamato AFCRL Infrared Sky Survey. Il sistema binario al centro della nebulosa era stato scoperto nel 1915 da Robert Grant Aitken.

## Caratteristiche
Le immagini ad alta risoluzione nel visibile e nel vicino infrarosso rivelano che si tratta di una nebulosa bipolare estremamente compatta e simmetrica, con una singolare forma a "X" che indica la presenza di una dispersione toroidale di materiale circumstellare. Al centro della nebulosa si trovano due stelle molto vicine fra loro. Il sistema stellare è tuttavia completamente oscurato e non permette un'emissione diretta della luce.
Al meeting della American Astronomical Society del gennaio 2004, una squadra guidata da A. Witt dell'Università di Toledo (Ohio) annunciò di aver scoperto la presenza di molecole di antracene e pirene nella luce ultravioletta emessa dalla nebulosa, ovvero idrocarburi utili alla formazione della vita.
Una spiegazione per la singolare simmetria della nebulosa è che la stella centrale - in realtà, come già detto, una coppia di stelle - sia circondata da uno spesso anello di polveri che dona la forma di coni alle emissioni stellari.
La Nebulosa Rettangolo Rosso, quando le sue stelle centrali diverranno nane bianche nel corso dei prossimi millenni, dovrebbe trasformarsi in una nebulosa planetaria.

## Peculiarità
La Nebulosa Rettangolo Rosso è conosciuta per essere particolarmente ricca in idrocarburi policiclici aromatici (IPA o PAH).
Si ritiene che la presenza di macromolecole contenenti carbonio nella parte a X della nebulosa, mentre le regioni equatoriali contengono grani di polveri ricche in silicati e molecole contenenti ossigeno, sia dovuta a un cambiamento nel rapporto di abbondanza O/C della stella primaria nella fase finale della sua evoluzione. 
Tuttavia gli idrocarburi PAH potrebbero anche essersi formati come risultato dello sviluppo della regione centrale di dissociazione, in cui si nota un'intensa attività chimica legata alla dissociazione di molecole stabili causata da un'emissione ultravioletta della regione centrale del sistema.
La nebulosa Rettangolo Rosso è stata la prima nebulosa attorno a una stella evoluta nella quale è stato identificato un disco equatoriale in rotazione (l'esistenza di tali dischi è stata dimostrata solo in pochi oggetti celesti, mentre normalmente si osserva solamente l'espansione). Tuttavia, il disco assorbe la luce stellare e non di fatto visibile nelle immagini ottiche, che presentano un flusso in uscita relativamente diffuso, probabilmente formato da materiale estratto da un disco interno più denso. I due evidenti raggi fanno intuire il susseguirsi di vari episodi di tasso di espulsione aumentato.
Il telescopio spaziale Hubble ha rivelato numerose nuove caratteristiche della nebulosa che non possono essere individuate da apparecchiature basate sulla Terra a causa delle turbolenze atmosferiche. Le origini di molte caratteristiche di questa stella in fase morente, in particolare la sua peculiare forma a X, rimangono ancora avvolte dal mistero. La presenza di una simmetria bipolare è però abbastanza usuale nelle nebulose protoplanetarie e planetarie. Alcuni studiosi hanno evidenziato che questa simmetria assiale può essere collegata a shock derivanti dall'interazione di differenti fasi dei venti stellari, tipici della fase finale dell'evoluzione stellare, ma l'origine è ancora oggetto di dibattito. D'altra parte, la forma a X e la bassa velocità di emissione dei gas della nebulosa Rettangolo Rosso sono abbastanza peculiari, probabilmente perché la sua origine (associata a un disco stabile e esteso) è diversa da quella della maggior parte delle nebulose protoplanetarie.